# بلوزة قمصانية
البلوزة القُمصانية هي لباس نسائيّ يستعير تفاصيل من قمصان الرجال. يمكن أن تشمل تلك الاستعارة: ياقة أو زراً أمامياً أو كماً مكفوفاً. غالباً ما تصنع هذه الفساتين من أقمشة ناعمة بما في ذلك القطن أو الحرير، تماماً مثل القميص الرسمي الرجالي. نظراً لأنها عادةً ما تُقَصّ بدون خياطة عند الخصر، فإن هذه الفساتين غالباً ما تكون ذات مقاس أكثر مرونة، وعادةً ما تعتمد على حزام لتحديد الخصر. الأزرار الأمامية والقصة المريحة تجعل هذا المظهر جذاباً لمعظم أشكال الجسم.